# The Great Redeemer
The Great Redeemer is een Amerikaanse dramafilm uit 1920 onder regie van Clarence Brown en Maurice Tourneur.

## Verhaal
Ondanks zijn liefde voor een jonge vrouw kan de dief Dan Malloy niet op het rechte pad blijven. Tijdens een gevangenisstraf maakt hij een wandtekening van de kruisiging van Christus. Als er later een moordenaar naar de galg wordt geleid, openbaart God zich aan hem op het ogenblik dat hij langs de tekening voorbijgaat. Daardoor gaat Dan de Bijbel lezen. Hij krijgt strafvermindering en vindt de liefde van zijn leven.

## Rolverdeling
| Acteur           | Personage  |
| ---------------- | ---------- |
| House Peters     | Dan Malloy |
| Marjorie Daw     | Vrouw      |
| Jack McDonald    | Sheriff    |
| Joseph Singleton | Moordenaar |